# Beril·losachanbińskiïta-Na
La beril·losachanbińskiïta-Na és un mineral de la classe dels silicats.

## Característiques
La beril·losachanbińskiïta-Na un silicat de fórmula química NaMn₄(Al₅Be)(AlSi₅O₁₈)₂·2H₂O. Va ser aprovada com a espècie vàlida per l'Associació Mineralògica Internacional l'any 2023, i encara resta pendent de publicació. Cristal·litza en el sistema ortoròmbic. Es troba relacionada química i estructuralment amb la cordierita.
L'exemplar que va servir per a determinar l'espècie, el que es coneix com a material tipus, es troba conservat a les col·leccions del museu mineralògic de la Universitat de Breslau, Polònia, amb el número de catàleg: mmuwr iv8026.

## Formació i jaciments
Va ser descoberta a la mina del mont Szklana, a la localitat de Gmina Ząbkowice Śląskie, dins el comtat de Ząbkowice Śląskie (Voivodat de Baixa Silèsia, Polònia). Aquest indret és l'únic a tot el planeta on ha estat descrita aquesta espècie mineral.